# 懐石花里
懐石花里（かいせきはなざと）とは、神奈川県横浜市港南区上大岡東にある、株式会社ながつくるの実が運営する懐石料理をテーマにした日本の和食料亭である。

## 概要
京急本線・横浜市営地下鉄ブルーライン上大岡駅東口（バスターミナルやヤマダ電機LABIのある方とは反対側）から徒歩1分。小高い丘をあがると、左手に日本庭園のような場所があり、そこが当店となる。なお反対側には相模という別の和食料亭がある。

## テレビなどでの紹介
- ホンネ日和（TBS系、2011年4月17日23:45～0:15）

## 備考
京浜急行電鉄の車両のドアステッカーの車内広告で掲示されている。ただし、ローカル広告枠の為すべての車両に張り付けてはおらず、編成によって同じ場所にラボ・パーティやエス・ティー・ワールド、フランチャイズポータルサイトのFC比較ネットやロイズ北海道の広告が張られていることもある。

## 関連種目
- 懐石料理
- 日本庭園
- 和食